# Rainer Huber
Rainer Huber (* 22. Januar 1948 in Baden, Kanton Aargau) ist ein Schweizer Politiker (CVP). Von 2001 bis 2009 war er Regierungsrat des Kantons Aargau.

## Biografie
Nach Abschluss des Lehrerseminars Wettingen liess er sich an der Universität Basel zum Sportlehrer ausbilden. Während 17 Jahren war er im Schuldienst des Kantons Aargau tätig. Von 1987 bis 1997 gehörte er der Direktion der Grossbank Credit Suisse an und leitete die Sponsoring-Abteilung. Von 1998 bis 2001 war er Inhaber eines Büros für Unternehmensberatung in Dietikon. In der Schweizer Armee war er Oberst im Generalstab und kommandierte zuletzt das Aargauer Infanterieregiment 24.
Huber ist Vater von vier erwachsenen Kindern und lebt heute mit seiner langjährigen Partnerin Evelyne Richei in Seiry (FR).

## Politik
Seine politische Laufbahn begann 1985 mit der Wahl in den Gemeinderat seiner damaligen Wohngemeinde Berikon, ab 1986 war er Gemeindeammann. 2001 wurde er in die Aargauer Regierung gewählt und 2004 im Amt bestätigt. Er stand dem Departement für Bildung, Kultur und Sport vor. Bei seinem Rücktritt aus dem Gemeinderat verlieh ihm die Gemeinde Berikon das Ehrenbürgerrecht.
Bei der kantonalen Regierungsratswahl vom 30. November 2008 verpasste Huber das absolute Mehr deutlich und erreichte das achtbeste Stimmergebnis, wobei er von fünf neu Kandidierenden überholt wurde. Seine Bildungspolitik, insbesondere die umstrittene Reform der Volksschule (so genanntes «Bildungskleeblatt»), stand in der Kritik. Eine Reform die unter seinem Nachfolger weitgehend umgesetzt worden ist. Am 8. Februar 2009 unterlag er im zweiten Wahlgang um den noch nicht vergebenen fünften Sitz in einem gegen ihn persönlich hart geführten Wahlkampf Alex Hürzeler. Seit dem 1. April 2009 gehört Rainer Huber nicht mehr der Aargauer Regierung an.